# فهد المارك
فهد بن مارق بن عبد العزيز ولقبه فهد المارك (1910 - 24 أبريل 1978) أديب و مفكِّر ومؤلف ومناضل سعودي. كان قائدَ الجيش السعودي في حرب 1948 في فلسطين.

## نشأته
ولد في حائل عام 1328 هـ، وتلقى تعليمه في الأسكندرية ثم درس على يد الشيخ محمد بن إبراهيم آل الشيخ في الرياض، ثم التحق بمدرسة دار التوحيد في الطائف عام 1364 هـ، ونال شهادتها، وتنقل في شبابه ما بين حائل ومصر والمدينة وجدة والسودان وسوريا، وشارك في حرب فلسطين عام 1368 هـ، وعمل في وزارة الخارجية بالسلك الدبلوماسي منذ عام 1370 هـ وتقلد عدة مناصب منها مستشار في السفارة السعودية بأنقرة ودمشق وصنعاء وليبيا.

### اسمه
كان اسمه فهد المارِق، وحين وجدَ تحرُّجًا من الذين ينطِقون اسمَه، بدَّل القاف كافًا فصار لقبه المارك.

## أبرز مؤلفاته
- فهد بن سعد .. معرفة ثلاثين عاماً .. جزءان - دار اليمامة عام 1393هـ
- من شيم العرب - قصص تاريخية - أربعة أجزاء - بيروت - المكتبة الأهلية عام 1963م
- صدى زيارة شبل الجزيرة إلى لبنان - دمشق - المطبعة الهاشمية - 181 صفحة
- لمحات من التطور الفكري في جزيرة العرب في القرن العشرين - دمشق - مطابع ابن زيدون عام 1383هـ
- بين الإفساد والإصلاح - عام 1377هـ
- افتراها الصهاينة وصدقها مغفلو العرب - عام 1380هـ
- تاريخ جبل في حياة رجل .. محمد العوين - عام 1380هـ
- سجل الشرف أو ذكرى الخالدين - عام 1385هـ
- كيف ننتصر على اسرائيل - عام 1385هـ
- صدى لزيارة شبل الجزيرة إلى سوريا
- من شيم الملك عبدالعزيز - الجزء الثالث
- الهدامون والبناؤون - جزءان
- هكذا تصلح أوضاعنا الاجتماعية
- هكذا يكون الإصلاح[5]

## روابط خارجية
- فهد المارك... رجل المؤسس وعاشق الشهادة على ثرى الأقصى!!.
- فهد المارك.. قائد الفوج السعودي لإنقاذ فلسطين.
- فهد المارك وفلسطين على موقع يوتيوب.
- افتتاح شارع المناضل السعودي فهد المارك في مدينة طولكرم بالضفة الغربية الفلسطينية على موقع يوتيوب